# Gary Williams (Skeletonpilot)
Gary Robert Williams (* 7. Dezember 1957 in Calgary; † 28. September 2015 in Powell River, British Columbia) war ein kanadischer Skeletonfahrer.

## Leben
Gary Williams studierte Pharmazie an der University of Alberta und schloss 1979 mit dem Bachelor of Science ab. Danach arbeitete er als Pharmazeut für die Einzelhandelsketten Woolco, Walmart und Canada Safeway.
Als Skeletonfahrer war Williams vor allem in der ersten Hälfte der 1990er Jahre erfolgreich. Sein größter internationaler Erfolg war der zweimalige Gewinn der Bronzemedaille bei den Skeleton-Nordamerikameisterschaften in den Jahren 1991 und 1993. 1992 gewann er den Titel bei den Kanadischen Meisterschaften. Schon 1990 war er Dritter und 1991 Zweiter. 1993 und 1994 wurde er hinter dem überragenden kanadischen Skeletonpiloten Ryan Davenport erneut Zweiter und damit war er fünfmal in Folge unter den besten Drei. Seine beste Platzierung bei einer Skeleton-Weltmeisterschaft erreichte Williams 1992 als Neunter auf seiner Heimbahn in Calgary. In Weltcup-Rennen kam er nie unter die besten Zehn.